# Rieu Massel
Der Rieu Massel ist ein Fluss in Frankreich, der in der Region Okzitanien verläuft. Er entspringt im Département Hérault, im äußersten Nordosten der Gemeinde Ferrières-les-Verreries, knapp an der Grenze zur Gemeinde Pompignan im benachbarten Département Gard. Er entwässert generell in nordwestlicher Richtung durch ein karstiges Gebiet und mündet nach rund 22 Kilometern an der Gemeindegrenze von Conqueyrac und Sauve als rechter Nebenfluss in den Vidourle.

## Hydrologie
Der Fluss verläuft die meiste Zeit des Jahres im karstigen Untergrund. Oberflächenwasser ist nur nach starken Regenfällen zu beobachten. Diese können jedoch so heftig ausfallen, dass nach einem historischen Hochwasser im Jahr 1958 eine Hochwasserschutzanlage bei Ceyrac am Rieu Massel errichtet und 1968 in Betrieb genommen wurde.

## Orte am Fluss
(Reihenfolge in Fließrichtung)
- Pompignan
- Ceyrac, Gemeinde Conqueyrac
- Tarrieu, Gemeinde Conqueyrac